# Женолие
Женолиѐ (на френски: Genolier) е малък град в Западна Швейцария, кантон Во. Разположен е на няколко километра северозападно от Женевското езеро. Населението му е 1645 от преброяването към 1 януари 2007 г.

## Личности
Починали
- Паул Файерабенд (1924-1994), австрийски философ
- Питър Устинов (1921-2004), британски киноартист